# Petrichus niveus
Petrichus niveus es una especie de araña del género Petrichus, familia Philodromidae. Fue descrita científicamente por Simon en 1895.

## Distribución
Esta especie se encuentra en Argentina e islas Malvinas.